# Киндер Шоколад
Киндер Шоколад (англ. Kinder Chocolate, итал. Kinder Cioccolato ,известно как Киндер)— бренд молочных шоколадных батончиков, созданный в Италии компанией Ferrero. Автором является Микеле Ферерро; название Киндер было придумано в 1968 году в Альбе, Италия.
Впервые поступил в продажу в немецких и итальянских магазинах, на год раньше начались продажи в остальной Европе. Получив коммерческий успех и любовь к новому лакомству среди детей, молочный шоколад начал продаваться и в других европейских странах.

## История создания
В 1968 году в Альбе, Италия, Микеле Ферреро, сын кондитера Пьетро Ферреро, трудился над созданием молочного шоколада, который одновременно понравится как взрослым, так и детям.

## Рекламные лица
На правой лицевой части упаковки Kinder Chocolate изображено лицо улыбающегося мальчика (Гюнтер Ойрингер (с 1973 по 2004), Маттео Фарнети (с 2004 по 2019) для того, чтобы привлечь потенциального покупателя дизайном молочного шоколада, ориентированного для детей.

## Состав
Состав молочного батончика Kinder Chocolate: 
сахар, сухое цельное молоко, масло какао, тертое какао, эмульгатор: лецитины (сои), ароматизатор;
Начинка: сахар, сухое обезжиренное молоко, растительный жир, молочный жир, эмульгатор: лецитины (сои), ароматизатор.
Полное содержание молочных ингредиентов — 33%.
Полное содержание какао-ингредиентов — 13%.

## Продукты бренда «Киндер»

### Батончики

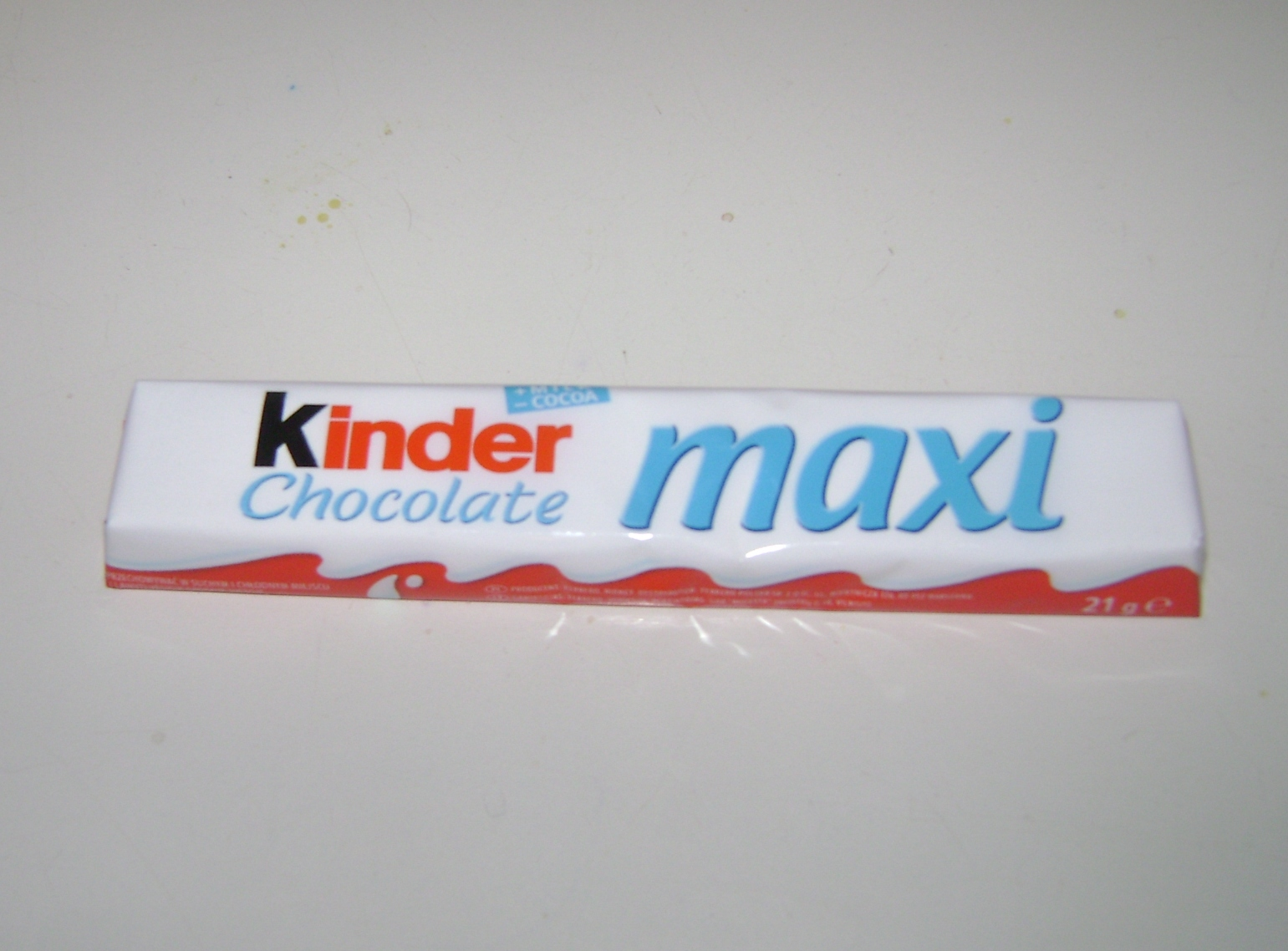
Киндер «Максимум»

Кроме шоколадных батончиков, продукты бренда Киндер включают несколько вариантов, проданных в более чем 125 стран.
- Киндер Буэно[3] — совмещение шоколадно-вафельных батончиков внутри которых начинка — фундуковый крем. Оно появилось в Италии в 1978, в Германии — в 1991 и в Великобритании — в 2002. Они были объявлены как «первый Киндер шоколад для взрослых», и прибавило популярность Киндера в ВБ. Шоколадная вафелька представленная как шоколадная версия Буено в 1999. 2017 увидел смесь кокоса и темного шоколада под названием «Буэно».
- Киндер Максимум[4] — большая версия Киндер Шоколада.
- Киндер Ригель[5] — это молочный шоколад с дополнительным молочным кремом.
- Киндер Свежий Шоколад[6], это двухслойный батончик (шоколадный). В нижней его части, слой фундукового крема, а потом, взбитые сливки, и тогда уже чистый шоколад.

### Другие шоколадные кондитерские изделия

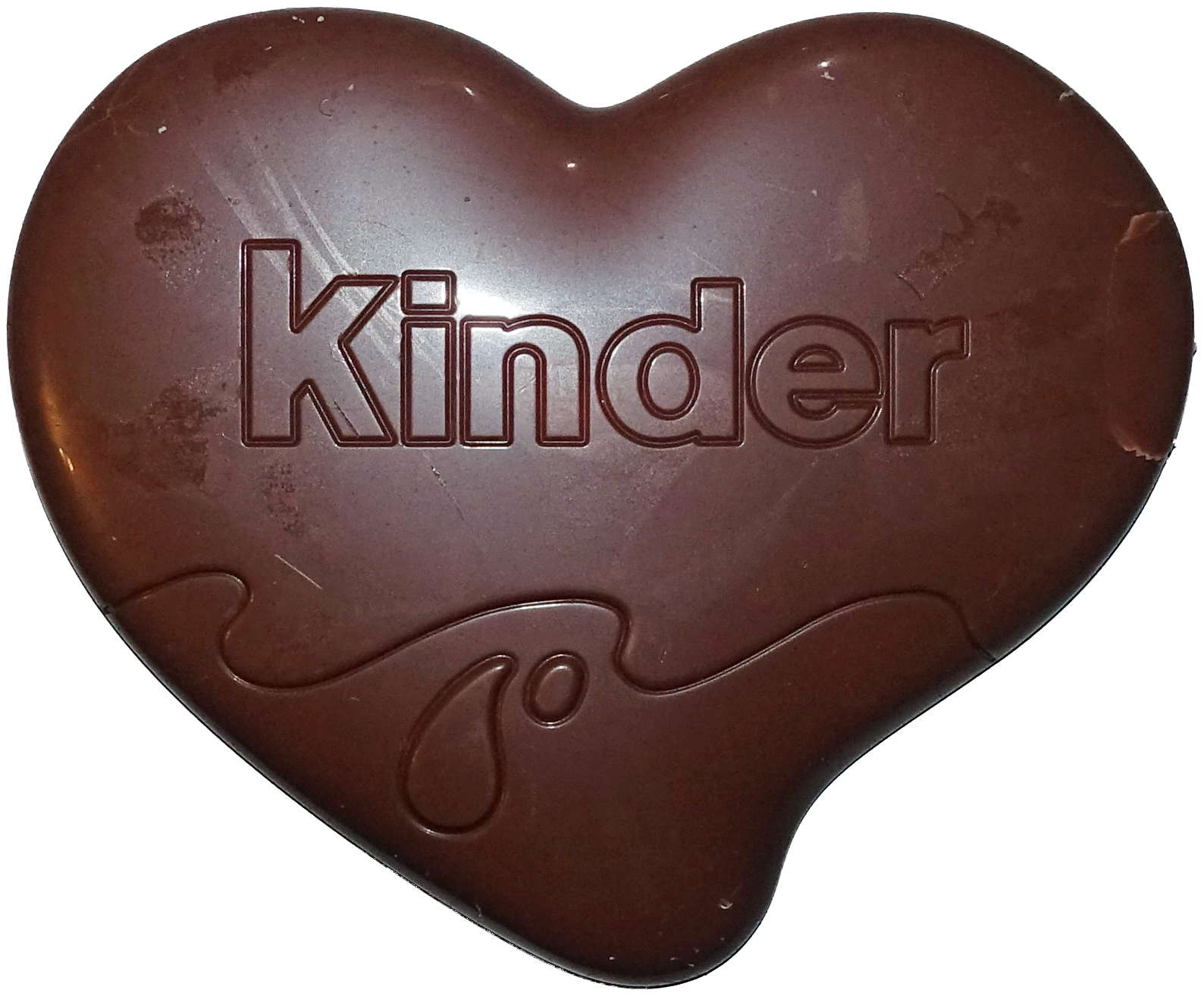
Киндер сердце для Дня Влюблённых.

- Календари и рождественские носки были проданы во время Рождества.
- Там были ещё и изображения игр и фильмов на носках.
- Шоколад в виде сердец были проданы во время Дня Святого Валентина.
- Киндер Сюрприз[7] имеет шоколадное яйцо, в котором есть игрушка. Снаружи яйца — молочный шоколад, а в середине все в молочных тонах. Капсула в середине яйца, где и игрушка. Киндер Сюрприз запрещен в США (неподтвержденно)  когда FDA высказали мнение, что оно «не имеет питательных веществ».
- Киндер Радость похож на Киндер Сюрприз, имеет пластиковую упаковку в форме яйца, которая внутри разделена на две половины. Одна половина имеет два мягких слоя шоколадного мороженого, один слой — молочный шоколад, другой — белый шоколад, которые съедаются предоставленной в упаковке ложкой. В ганаше есть две половины, вафли покрытие шоколадом, которые покрытие фундуковым кремом, найденном в Киндер Буэно. Во второй половине игрушка.
- Веселые Гипопоташки — вафельный бисквит в форме гиппопотама, наполнен фундуковым и белым кремом. Веселые Гипопоташки могут иметь шоколадный вкус.
- Киндер Деликатес — это шоколадный торт со слоем молока и молочного шоколада. «Деликатес» был вдохновлен словами «ovos moles» (По португальски «мягкие яйца») которые являются символом Авейро, Португалия.
- Киндер Пингви похож на Киндер Деликатес, только имеет больше шоколада и молочной начинки.
- Молочные Укусы, узнаваемые в ВБ как Шокобонсы, маленькие молочно шоколадные яйца, с фундуком и белым шоколадом внутри тоже известен как «Шуку-Бунс».
- Национальные «чипсы», похожие на Киндер Шоколад, маленькие кусочки сухого завтрака и немного шоколада, на всю вафельную оболочку. (Известно имя 'Киндер Страна' и 'Киндер Хлоп "я').
- Киндер Макси Король — молочный торт со слоем карамели внутри и фундук с шоколадом снаружи.
- Киндер Парадисо, песочный торт со вкусом лимона, с молочным кремом внутри между пушистым сахаром на верху.
- Киндер Молочный Кусочек — шоколадный песочный торт, который имеет крем, а молоко в середине торта.
- Киндер Йогуртовый Кусок — песочный торт с йогуртовым кремом, а в креме йогурт. Есть небольшой лимонный привкус.
- Киндер Карты — бисквиты с шоколадом сверху и крем с какао внутри.
- Киндер Бриосс — тоже песочный торт с молочным шоколадом наверху и молочной начинкой.
- Киндер Завтрак Плюс — песочный торт с пятью кусочками сухих завтраков внутри с маслом на верхушке и какао внутри.
- Киндер Сковорода и Шоколад — это тоже песочный торт, что тоже имеет песочный торт с какао.
- Киндер Сухой завтрак — хлопьянные батончики с клубничной и кремовой начинкой. Создано в Экспо 2015.

## Волейбойльная поддержка
Компания поддерживает испанские, итальянские и португальские национальные команды по волейболу.